# Kembangan (Bonang)
Kembangan is een bestuurslaag in het regentschap Demak van de provincie Midden-Java, Indonesië. Kembangan telt 3387 inwoners (volkstelling 2010).